# Parafia Świętego Krzyża w Zamościu
Parafia Świętego Krzyża w Zamościu – parafia należąca do dekanatu Zamość diecezji zamojsko-lubaczowskiej. Została utworzona 31 grudnia 1949. Kościół parafialny wybudowano w latach 1938-1946, konsekrowano w 1978 r. Mieści się przy ulicy Partyzantów (na Nowym Mieście).
Przy parafii swoją działalność prowadzą: Ruch Światło- Życie (OAZA), Akcja Katolicka, Wspólnota Krwi Chrystusa, Legion Maryi, Koło Misyjne Dzieci, Apostolstwo MB Patronki Dobrej Śmierci, ministranci, Koła Żywego Różańca, schola, chór, ZHR.